# Wiktorija Mułłowa
Wiktorija Jurjewna Mułłowa, ros. Виктория Юрьевна Муллова (ur. 27 listopada 1959 w Żukowskim) – rosyjska skrzypaczka, zamieszkała w Londynie.

## Życiorys
Studiowała grę na skrzypcach początkowo w Moskiewskiej Centralnej Szkole Muzycznej, następnie w Konserwatorium Moskiewskim u Leonida Kogana.
W roku 1980 zdobyła pierwszą nagrodę na Konkursie Międzynarodowym im. Sibeliusa, a w roku 1982 na konkursie im. Czajkowskiego złoty medal.
W roku 1983 podczas tourneé w Finlandii wyjechała samochodem znajomego dziennikarza do Szwecji, gdzie poprosiła o azyl polityczny. Po czterech dniach znalazła się w Stanach Zjednoczonych. Po krótkim pobycie w Kanadzie powróciła do USA, gdzie rozpoczęła międzynarodową karierę. W roku 1994 założyła własny zespół kameralny „Mullova Ensemble”.
Wiktorija Mułłowa występuje z wieloma orkiestrami symfonicznymi. Posiada skrzypce Stradivariego z roku 1723 i skrzypce Giovanniego Battisty Guadagniniego ze strunami z jelit.
Mieszka w Londynie z mężem – wiolonczelistą Matthew Barleyem. Jest matka trojga dzieci: córki z obecnym mężem, syna z dyrygentem Claudio Abbado i córki ze skrzypkiem Alanem Brindem.

## Nagrania płytowe
- 1991: Mendelssohn: Koncerty skrzypcowe Academy of St. Martin in the Fields, dyrygent: Sir Neville Marriner, Philips 4320772
- 1992: Johannes Brahms: Koncert skrzypcowy D-dur, op. 77 live z Berlińskimi Filharmonikami, dyrygent: Claudio Abbado, Philips (Universal) 438 998-2
- 2009: Johann Sebastian Bach: "6 sonat solowych i partit" ONYX 4040
- 2010: Ludwig van Beethoven: Sonaty skrzypcowe nr 3 op.12,3 i nr 9 op.47, fortepian: Kristian Bezuidenhout, Onyx 4050 (Codaex)